# مورتيمر هوغن
مورتيمر هوغن (بالإنجليزية: Mortimer Hogan)‏ هو لاعب كرة قاعدة أمريكي، ولد في 1862 في إلينوي في الولايات المتحدة، وتوفي في 1923 في شيكاغو في الولايات المتحدة.

## وصلات خارجية
- مورتيمر هوغن على موقعبيزبول رفرنس.كوم (الدوري الرئيسي) (الإنجليزية)